# Maccabi Ironi Ramat Gan
L' Ironi Ramat Gan è una società cestistica avente sede a Ramat Gan, in Israele. Fondata nel 1928 come Maccabi Ramat Gan, nel 1996, dopo la fusione con il Beitar Ramat Gan ha assunto la denominazione di Ironi Ramat Gan.

## Palmarès
- Liga Leumit: 1

2022-2023